# Stanisław Grodzicki

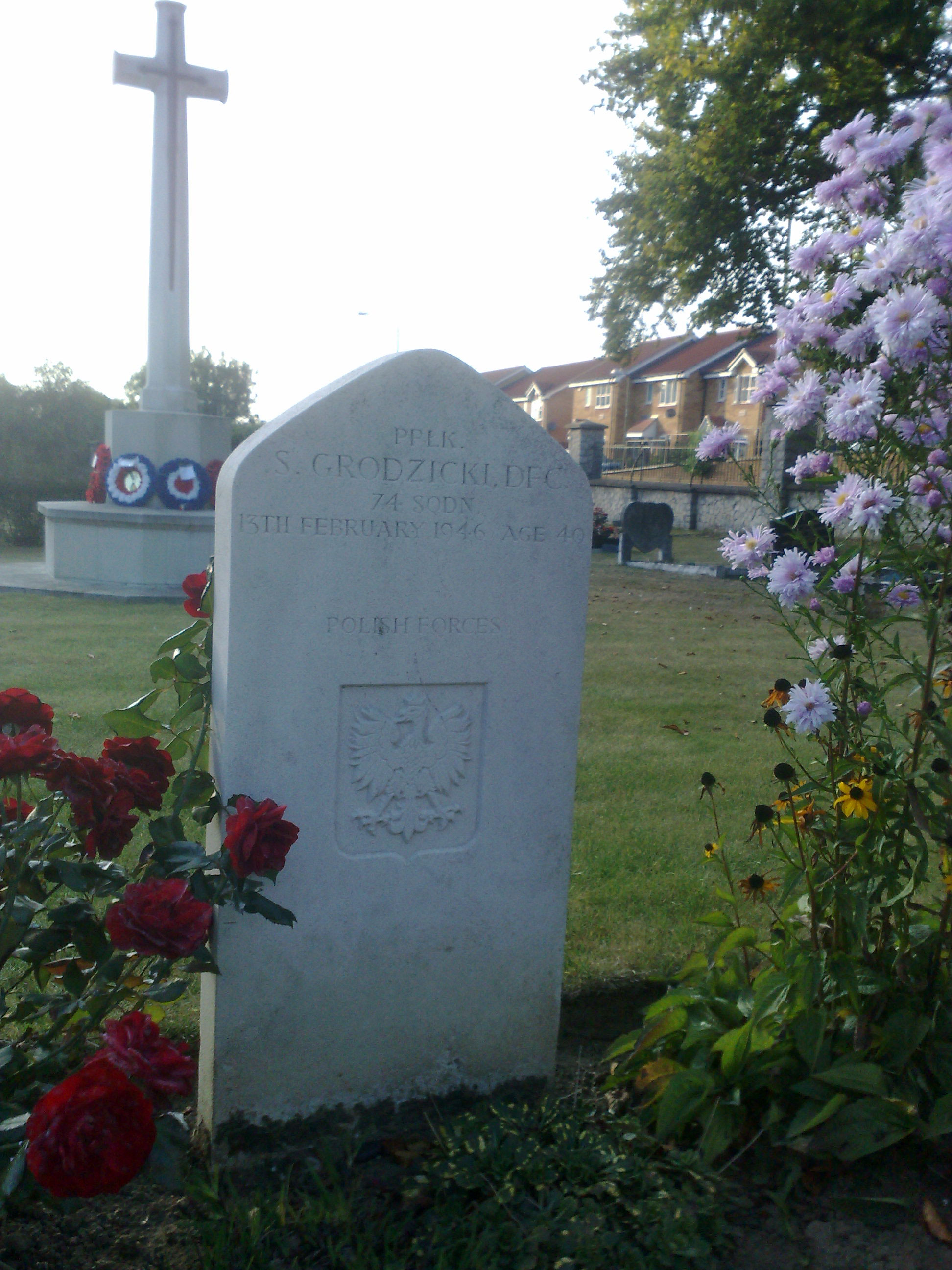
Stanisław Grodzicki sírja a Star Lane temetőben

Stanisław Grodzicki (Lengyelország, Ostrołęka, 1912 – Orpington, 1946. február 13.) lengyel vadászrepülő-pilóta. A második világháború alatt a Lengyel Légierő őrnagyaként szolgált. A 307-es számú lengyel légierőszázadban harcolt az angliai csatában, rövid ideig az egység hadtestparancsnoka is volt. Repülőgép-balesetben halt meg 1946-ban.
1. ↑  Commonwealth War Graves Commission database